# اقلیم و انرژی

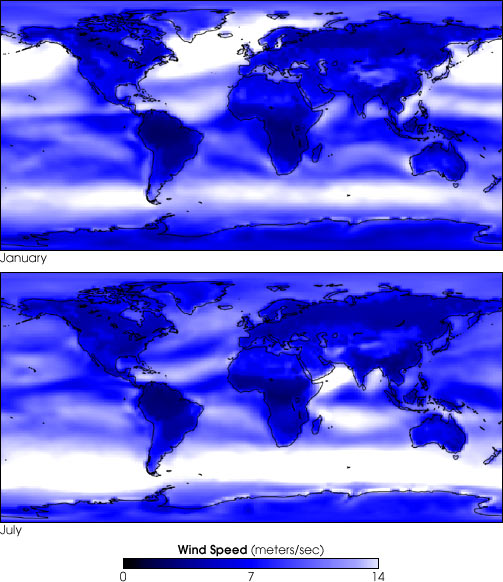
اقلیم جهان الگوی بادهای آن را تعیین می‌کند. این بادها اکنون به طور فزاینده‌ای به عنوان منبع انرژی مورد استفاده قرار می‌گیرند.

اقلیم یا شرایط اقلیمی و انرژی (انگلیسی: Climate and energy) که در تعامل با یکدیگر قرار دارند، باعث شده است تا روابط آنها توسط نهادهای مختلف ملی و بین‌المللی در قرن بیست و یکم مورد مطالعه و کنترل قرار گیرند.
روابط بین کاهش منابع انرژی، تغییرات اقلیمی، منابع بهداشتی و محیط زیست و تأثیرات متقابلی که بر یکدیگر دارند، موضوع مطالعات علمی و تلاش‌های تحقیقاتی متعددی بوده است. در نتیجه، اکثر دولت‌ها، اقلیم و انرژی را در قرن بیست و یکم از جمله مهم‌ترین سیاست‌های خود می‌دانند.
همبستگی بین اقلیم و انرژی بر روی روابط شناخته شده بین رشد جمعیت انسان، افزایش مصرف انرژی، استفاده از زمین، انتشار گازهای گلخانه‌ای و تغییرات اقلیمی استوار است. در نتیجه نگرانی در مورد کنترل و کاهش تغییرات اقلیمی، سیاست‌گذاران و دانشمندان را بر آن داشته است تا با دو پدیده انرژی و اقلیم جهانی به‌طور تفکیک‌ناپذیر رفتار کنند و برای این کار ابتکارات، مؤسسات و اتاق‌های فکر مختلف در سطوح بالا ایجاد کنند:
- مجمع اقتصادهای بزرگ در مورد انرژی و تغییرات اقلیم (جهانی)
- وزارت اقلیم، انرژی و ساختمان (دانمارک)
- تجارت برای سیاست نوآورانه آب و هوا و انرژی (ایالات متحده)
- کمیته منتخب مجلس نمایندگان ایالات متحده در مورد استقلال انرژی و گرمایش جهانی (ایالات متحده)
- بسته اقلیمی و انرژی اتحادیه اروپا (EU)
- وزارت انرژی و تغییرات اقلیم (بریتانیا)
- دفتر سیاست انرژی و تغییرات اقلیم کاخ سفید (ایالات متحده)
- دپارتمان تغییرات اقلیم و بهره‌وری انرژی (استرالیا)
- وزیر محیط زیست و انرژی (استرالیا)
- قانون تغییرات اقلیم و انرژی پایدار ۲۰۰۶
- مؤسسه آب و هوا، محیط زیست و انرژی ووپرتال (آلمان)
- مرکز راه حل‌های اقلیمی و انرژی (بریتانیا)
- طرح اقدام انرژی و اقلیم شهر اوکلند (ایالات متحده)
- کمیته منتخب انرژی و تغییرات اقلیم (بریتانیا)
- مجله حقوق اقلیم و انرژی سن دیگو (ایالات متحده)
- منابع انرژی تجدیدپذیر و کاهش تغییرات اقلیم (سازمان ملل متحد)